# Víctor Blanco
Víctor Blanco Rodríguez (Galicia, España; 27 de febrero de 1946) es un empresario y dirigente deportivo español naturalizado argentino, que ejerció como presidente del Racing Club entre 2013 y 2024. Actualmente integra la sociedad que administra el Hotel Savoy de Buenos Aires.
Comenzó como presidente del Racing Club el 28 de septiembre de 2013, luego de la renuncia de los mandatarios Gastón Cogorno y Rodolfo Molina. El 14 de diciembre de 2014 ganó las elecciones del club con el 50,8 % de los votos. Se presentó con la lista Racing Gana, acompañado de los vicepresidentes Miguel Jiménez y Alfredo Chiodini.
El 10 de diciembre de 2017 fue reelecto como presidente del Racing Club con el 62,3% de los votos, bajo la lista Racing Gana y Avanza. En su segundo mandato, sumó a la comisión directiva al exjugador Diego Milito, quien asumió como director deportivo del club. Este renunció el 22 de noviembre de 2020 porque «no compartía las ideas y el modelo de club del presidente».
El 20 de diciembre de 2020 fue reelecto por un tercer mandato con el 71,4 % de los votos. En esta etapa incorporó al exjugador Rubén Capria como director deportivo, quien renunció a su cargo el 11 de diciembre de 2023. Sumado a ello, su primer vicepresidente, Miguel Jiménez, renunció el 22 de enero de 2024.
El 15 de diciembre de 2024, Víctor Blanco se presentó en las elecciones de Racing Club como vicepresidente de la agrupación Racing Gana y Avanza, junto a Christian Devia como candidato a presidente. Sin embargo, la fórmula quedó en segundo lugar con el 39,7% de los votos, siendo superada por la lista opositora Racing Sueña, encabezada por Diego Milito, quien resultó vencedor en los comicios.
Bajo su gestión, Racing Club obtuvo dos campeonatos de Primera División (2014 y 2018-19), tres copas nacionales (Trofeo de Campeones SAF 2018-19, Trofeo de Campeones LPF 2022 y Supercopa Internacional 2022) y una copa internacional (Copa Sudamericana 2024).

## Vida personal
Nació en Galicia, España, emigró junto sus padres a la edad de 5 años hacia la Argentina a causa de la dictadura de Francisco Franco en España. Su ocupación es la de empresario, con experiencia en el ámbito hotelero (integra la sociedad que administra el Hotel Savoy, donde se concentraba el plantel de Racing Club mientras el era presidente) y gastronómico.
Se encuentra actualmente casado con Sandra Days, tiene 5 hijos fruto de 2 matrimonios: Bárbara Blanco (quién se desempeñó como abogada del club), Mercedes Blanco, Meliza Blanco (Cantante), Alejandra Blanco (quien trabajó un tiempo en sus empresas) y Víctor Adrián Blanco. Desde 2023 es suegro de Emiliano Vecchio, pareja de Mercedes y de Jesús Dátolo, pareja de Bárbara.

## Trayectoria

### Inicios
Su primer vínculo con la gestión de Racing Club data de 2010: días después de que su hija Bárbara saliera a la cancha con Marisa Andino para homenajear a Guillermo Francella, que había ganado el Óscar con El secreto de sus ojos, Blanco se acercó a colaborar. Invirtió para traer refuerzos como el pase de Gabriel Hauche y su cercanía con Rodolfo Molina lo llevó a ser vicepresidente segundo para las elecciones de 2011.

### Presidente del Racing Club (2013-2024)

#### Gestión 2013/2014: Primeros años
A causa de las renuncias de Cogorno y Molina en 2013, Blanco asumió el cargo de presidente el 28 de septiembre, puesto a que se encontraba como vicepresidente tercero. Una de sus primeras medidas fue contratar como director técnico del equipo de Primera División a Reinaldo Merlo, técnico con experiencia en el club ya que había salido campeón en el año 2001. Tras salvar al equipo del descenso y hacer 30 puntos en el torneo, Merlo terminó renunciando al cargo por una floja campaña. Luego de la partida de Mostaza, Blanco le ofreció el puesto a Diego Cocca como DT. También consiguió que retornara al club Diego Milito, un histórico jugador del club. Con Cocca en el banco y Milito como líder, el 14 de diciembre de 2014, Racing Club se consagró campeón del Campeonato de Primera División tras 13 años. Ese mismo día Blanco ganó las elecciones, con lo cual fue reelecto como presidente de la institución hasta 2017.

#### Gestión 2015/2016 y 2017/2018: años de transiciones
Luego de la salida de Cocca, el presidente Blanco contrató a un técnico de la casa, Facundo Sava, quien ya había pasado por el club como jugador ayudando con sus goles evitar el descenso en el año 2008. Luego de los malos resultados y una campaña irregular, El Colorado fue despedido de su cargo. Como DT interino quedó otra gloria del club, Claudio Úbeda, que no pudo mejorar el nivel del equipo y fue reemplazado luego de un empate ante Talleres de Córdoba por 1-1. En su reemplazo Víctor Blanco contrató a Ricardo Zielinski, quien renunció luego de las derrotas ante Boca Juniors, Olimpo de Bahía Blanca y Unión de Santa Fe.
Luego de reunirse con varios candidatos, el presidente optó por la vuelta de Diego Cocca al banco de suplentes. La vuelta de Diego Cocca trajo muchas expectativas para la hinchada por el gran recuerdo del campeonato del 2014. Por esta época, la dirigencia decidió renovar al Cilindro con iluminación led y un sistema de sonido acorde a las exigencias CONMEBOL. Dichas características se estrenaron en un partido amistoso entre Racing y Huracán, disputado el 18 de febrero de 2017, que finalizó 4-3 a favor de la Academia. Meses más tarde, el 9 de septiembre, se inauguró una pantalla led en un partido contra Temperley por la Superliga 2017-18, el cual terminó 4-1 a favor del local.
Diego Cocca renunció en noviembre de 2017, luego de algunas decisiones técnicas y peleas internas por diferencias tácticas y dirigenciales, sumadas a la eliminación en cuartos de final por la Copa Sudamericana 2017 ante Libertad (Paraguay), y la derrota ante Independiente por 0-1 en un clásico de Avellaneda disputado en el Cilindro. El presidente aceptó su renuncia y empezó la búsqueda de un nuevo técnico.

#### Gestión 2018/2019: un año dorado
En enero de 2018, Blanco dio la sorpresa al traer como mánager deportivo al máximo ídolo de los últimos años del club, Diego Milito. Éste influyó en la llegada del nuevo técnico, Eduardo Coudet, así como también en las contrataciones de Alejandro Donatti, Nery Domínguez, Neri Cardozo, Leonardo Sigali y la vuelta al club de 2 grandes jugadores que vistieron la camiseta albiceleste: Ricardo Centurión y Gustavo Bou.
En 2019, después de buscar que se le devolvieran los papeles del predio de Tita Mattiussi, logró el objetivo y obtuvo la escrituras que le habían sido confiscadas durante la quiebra en 1999.
El 31 de marzo de 2019, Racing se corona por segunda vez campeón bajo su mandato, convirtiéndose así en el primer Presidente en lograr 2 títulos (luego del gerenciamiento en donde Racing ganó 1 título bajo el mandato de Fernando Marín con Blanquiceleste) después del retorno a la democracia en el año 2008, con la conducción técnica de Eduardo Coudet, la ayuda de su mánager Diego Milito y el jugador referencia de la cancha, Lisandro López.
En agosto de 2019, Víctor Blanco fue ternado en la categoría Mejor Ejecutivo, en el marco de la premiación organizada por la empresa World Football Summit, compañía dedicada a la industria y promoción del fútbol en todo el mundo. Al mismo tiempo, la institución que Víctor Blanco preside ganó el premio a Mejor Iniciativa Comercial en el marco de dicho evento.

#### Gestión 2019/2020: segundo proceso de transición
A finales de noviembre de 2019 Chacho Coudet le anuncia que no continuaría en el club, poniéndose Milito y el mismísimo Blanco en la búsqueda del nuevo técnico. Tanto Blanco como Milito estuvieron en busca del sustituto. Algunos de los nombres que circularon en ese año fueron los de Diego Dabove, de Argentinos Juniors, Luis Zubeldía, de Lanús, Rodolfo Arruabarrena, libre, Pablo Lavallén, de Colón de Santa Fe y Matías Almeyda, del San José Earthquakes, en una cuestión que fue prioridad total en el mundo académico, que tenía por ese entonces la segunda parte de la Superliga y el inicio de la Libertadores 2020.
El 14 de diciembre de 2019 vuelve a consagrarse campeón bajo su mandato al obtener el Trofeo de Campeones en el último partido de Coudet donde confirmó a Sebastián Becaccece como técnico sucesor del "Chacho". Con este nuevo trofeo sumó su tercera estrella alargando la brecha (a 3 títulos) como uno de los presidentes con más títulos en la etapa contemporánea del club.
Luego del anuncio de Diego Milito, quien dejó su función de mánager en Racing por diferencias con la dirigencia que encabeza Víctor Blanco, en la Academia comenzaron a asomarse algunos candidatos para reemplazar al ídolo saliente en la secretaría técnica, entre ellos el también campeón 2001 Gustavo Barros Schelotto.

#### Gestión de 2021: la segunda reelección, la crisis institucional y escasos logros deportivos
A finales del 2020 se producen las elecciones en el club, donde el 20 de diciembre fue reelecto presidente de Racing Club con más del 70 por ciento de respaldo de parte de la masa societaria. El mandatario, representante de la lista Frente Racing Gana y Avanza (por la lista 2), lograría el 71,4% de adhesión, luego de cosechar 4.828 sobre 6.758 sufragios emitidos, de esta manera, el dirigente de la "Academia" permanecería en la conducción del club de Avellaneda hasta diciembre de 2024 y totalizaría un período de 11 años en el cargo más importante de la institución. Tras una campaña irregular, disputas internas con el dirigente Adrián Fernández, una durísima derrota frente a Boca Juniors por la Copa Libertadores 2020 y sumada la salida de Diego Milito de la secretaría del club, el técnico Sebastián Beccacece le anuncia que tampoco continuaría dirigiendo al plantel.
El lunes 11 de enero de 2021, a las 12:30 horas (horario local) presentaría a Rubén Oscar Capria como el sucesor del cargo al que renunció Milito. El sábado 16 de enero del mismo año, confirma a Juan Antonio Pizzi como nuevo entrenador del equipo "albiceleste" quién tendría como ayudante de campo a Iván Moreno y Fabianesi y a uno de los goleadores que fue campeón del Apertura 2001 con Racing volviendo al club después de 19 años, Rafael Maceratesi.
Crisis institucional en Racing: El 4 de marzo de 2021, Racing perdió de manera estrepitosa y abultada la Supercopa Argentina en la edición de 2019, (disputada en dicho año a causa del impedimento por la pandemia por coronavirus que impidió jugarla en 2020) por un resultado de 5-0 frente a River Plate, desatando el descontento de la hinchada académica en las redes sociales por los malos resultado, incorporaciones que no mostraron efectividad tras el alejamiento de Diego Milito de la Secretaría Técnica y malas decisiones dirigenciales (como mantener a dentro de sus filas a Adrián "Oso" Fernández, a quien se le adjudicaba la responsabilidad del alejamiento de Milito) entre otras cuestiones.
El equipo logró mejorar su rendimiento, aunque careció de fortalezas para lograr otro título, "La Academia" saldría subcampeón de la Copa de la Liga Profesional en la edición del 2021, al perder nuevamente una final frente a Colón de Santa Fe por 3-0. En el receso de invierno de ese año de gestión se producen la vuelta de su yerno, el futbolista Lisandro López (tras su paso breve por la Major League Soccer de Estados Unidos) y la partida de uno de los pilares y consagrado referente en el plantel, el chileno Marcelo "Chelo" Díaz (tras no llegar a un acuerdo en su renovación del contrato). Al reanudar las competencias el andar del equipo siguió siendo muy irregular, quedaría eliminado rápidamente del plano internacional (de la Copa Libertadores 2021) frente a São Paulo y por el campeonato doméstico el equipo demostraría un juego con un nivel muy por debajo de los mostrado en los años anteriores y, sumado a la derrota en el Clásico de Avellaneda por 1-0, los hinchas expresarían ya su descontento de la dirección técnica de Juan Pizzi. Al día siguiente, lunes 9 de agosto, los medios deportivos y partidarios publicarían que el director técnico no continuaría en el cargo y el mánager del club, Rubén Capria estaría en búsqueda de un nuevo entrenador. Tres días más tarde se confirmaría el interinato de Claudio Úbeda volviendo a dirigir la primera después de 4 años acompañado por Carlos Arano (en su primera experiencia) y Juan Ramón Fleita (quien ya había dirigido al primer equipo en 2017).
El 17 de agosto declararía polémicamente ante una radio partidaria que: "el hincha en las etapas complicadas le costaba ponerse la camiseta de Racing y que en la actualidad lo hacía con orgullo" (Víctor Blanco en el programa Esperanza Racinguista), lo que desató el enojo de los hinchas en las redes sociales y de algunos exfutbolistas como Ezequiel Videla, Maximiliano Estévez y Hugo Lamadrid entre otros quienes compartieron fotos con la camiseta puesta y declaraciones en Twitter en una de las etapas más oscuras del club. El descontento crecería el 22 de septiembre de 2021, cuando Racing quedaría eliminado en los Octavos de final ante Godoy Cruz Antonio Tomba, despiediendose tempranamente de los 3 frentes que disputaba ese año (la Primera División de Argentina, la Copa Libertadores de América y la ya mencionada copa nacional). El domingo 3 de octubre, se produjo de la vuelta de la hinchadas racinguista al Cilindro de Avellaneda (luego de la pandemia por coronavirus), cuando el partido contra Estudiantes de La Plata estaba en sus minutos finales los seguidores del club le demostraron su descontento por las decisiones y sus polémicas declaraciones al ovacionar a su ex Secretario Deportivo e ídolo contemporáneo de la institución: Diego Milito.
Ante el flojo rendimiento del cuerpo técnico interino, a fines de octubre de 2021, Blanco contrató a un joven entrenador en busca de revertir la situación, Fernando Gago, para volver al terreno de la competitvidad en las competencias. Estaría acompañado como ayudante de campo con Federico Insúa. Durante los primeros días de noviembre, el presidente Víctor Blanco decide remover de su cúpula dirigencial a Adrían "Oso" Fernández, ya que su hijo, vía Twitter, había acusado y agredido al histórico Miguel Gomis, quien era Coordinador de Inferiores y uno de los enpleados más queridos en el predio Tita. El Oso, además, fue el principal dirigente apuntado por Diego Milito en su salida del club.

#### Gestión 2022: el retorno de los logros deportivos
Tras el magro año del 2021 en lo futbolístico e institucional, en los primeros meses del 2022 el equipo sufriría una depuración en el plantel: su yerno Lisandro López decide emigrar para estar cerca de su familia al Club Atlético Sarmiento, Darío Cvitanich retornaría a su club de origen, el Club Atlético Banfield, mientras que se produciría el retiro de Ignacio Piatti. En el mercado de enero del 2022 se genera el retorno de Gabriel Hauche luego de 8 años, completando su tercera etapa en Racing, y se incorporan al club de Avellaneda Facundo Mura y Edwin Cardona. En el Cilindro de Avellaneda, se haría una presentación con los refuerzos.
El 2022 comenzaría muy bien para la Academia, llegando hasta las semifinales de la Copa de la Liga Profesional 2022, siendo muy superior, pero perdiendo por penales contra Boca Juniors (5-6). Racing propuso durante toda la copa un excelente fútbol que lo convirtió en el único equipo invicto del certamen (con 9 victorias y 7 empates), y el que menos goles en contra recibió en toda la competición (10). A partir de la inmerecida derrota contra el conjunto xeneize, se evidenciaría un marcado declive futbolístico quedando fácilmente eliminado de otras dos competiciones (Copa Sudamericana y Copa Argentina) contra equipos menores.
En el mercado de pases de invierno se incorprorarían al plantel Johan Carbonero, Jonathan Galván, Maximiliano Romero y Emiliano Vecchio. Estos refuerzos fueron criticados, porque algunos de ellos venían de malos rendimientos, peleas y porque no podían reemplazar a los jugadores de jerarquía que se habían retirado del plantel. Se fueron del equipo Nery Domínguez, Tomás Chancalay, Correa, Cuello, Fabricio Domínguez, Garré y Schelotto. En agosto, tendría una pelea con el jugador Sergio Romero, porque el club le había prestado sus instalaciones para que él se pudiese entrenar, y ese mismo mes había firmado con Boca, declarando que el conjunto xeneize era "el más grande de Argentina". En una nota, Víctor avisó que las puertas del club estaban cerradas para el arquero.
El 6 de septiembre Racing consigue alcanzar los 80 000 socios.
Luego de pelear palmo a palmo contra Boca Juniors el Campeonato 2022 hasta la última fecha, Racing finaliza como subcampeón. Terminando con 50 puntos, producto de 14 victorias, 8 empates y 5 derrotas. A pesar del segundo lugar, Racing queda primero en la tabla general de la temporada 2022, con 80 puntos, siendo el mejor equipo del año y clasificando a una nueva copa a disputar en Abu Dhabi en el 2023 nuevamente contra Boca: la Supercopa Internacional.
En el Trofeo de Campeones LPF 2022 luego de derrotar en una semifinal a Tigre (subcampeón de la Copa de la Liga Profesional 2022) por 3 a 2, se consagra campeón, venciendo a Boca Juniors  en la final por 2 a 1. Sobre el final del encuentro, el árbitro terminaría el partido reglamentariamente debido a que el equipo xeneize quedó integrado por menos de siete jugadores, tras sucesivas expulsiones producto de una notoria superioridad Académica.

#### Gestión 2023: un año de rendimiento regular
En la Supercopa Internacional 2022 jugada en Abu Dhabi se consagra campeón, venciendo a Boca Juniors por 2 a 1, con goles de Johan Carbonero y Gonzalo Piovi. Tras la obtención de la Supercopa, se convierte en el presidente contemporáneo más ganador del club.
Algunas críticas que recibiría Blanco en esta gestión, serían por la incorporación de jugadores libres o mayores de 35 años[cita requerida] y por dejar escapar a jugadores importantes del plantel. Los refuerzos serían Maximiliano Morález, Óscar Opazo, Juan Ignacio Nardoni, Paolo Guerrero y Gabriel Rojas. Las principales bajas serían las de Enzo Copeti (quien fue el goleador del equipo en el año 2022, por $6M USD), Eugenio Mena (libre), Gastón Gómez (préstamo) y Charly Alcaraz (por €14M EUR). A finales de mes, los hinchas irían en contra de la dirigencia porque un partido se iba a jugar sin público, tras un veredicto del APREVIDE después de una pelea de barras bravas de Racing. Después de idas y vueltas, se jugó con público.
En marzo, después de varias lesiones, el futbolista Matías Rojas mejoró notablemente su rendimiento. Por eso mismo, algunos hinchas pidieron su renovación, ya que su contrato finalizaba en junio. El 3 de junio, después de varias reuniones y una lesión de por medio, el futbolista erró un penal y se fue silbado por un sector del estadio. En sus labios se llegó a entender que debían silbarlo al presidente y no a él. En respuesta, Blanco declaró que «el club está por encima de cualquier jugado».
El 15 de junio, Racing consigue llegar a los 90 000 socios, cifra máxima en su historia.
A mitad de temporada, las críticas serían las mismas que a principio de año. Los refuerzos de Racing tardaron en llegar, pero se incorporó a Roger Martínez, Juan Fernando Quintero, Gastón Martirena y Nazareno Colombo. 
En la Copa Libertadores 2023 llega hasta los cuartos de final, enfrentándose nuevamente contra Boca Juniors, empatando ambos partidos en cero, pero perdiendo por penales en el Cilindro de Avellaneda.
Días después, Racing perdería contra Huracán por un humillante resultado 5 a 3 en la Copa Argentina. A finales de septiembre, en el Clásico de Avellaneda, Racing pierde 2 a 0 contra Independiente. En la tribuna, se pudieron escuchar insultos hacia la dirigencia, Rubén Capria (mánager) y Fernando Gago, quien terminó renunciando sin brindar ninguna explicación. Días después confirmaría que el equipo quedaría a cargo de los técnicos de reserva: Ezequiel Videla y Sebastián Grazzini.
En octubre, Víctor Blanco firma con Sur Finanzas, una prestadora de servicios con gran incidencia en la AFA, la cual fue cuestionada debido a las denuncias que sus dirigentes poseían. Sumado a ello, uno de los miembros de esta compañía era Raúl «Huevo» Escobar, exlíder de La Guardia Imperial.
A finales del mes, Racing presenta un plan de modernización del Cilindro de Avellaneda para 2024. Se comprometieron a poner luces LED en el estadio, puesto que su ausencia le costaba una gran multa por parte de la CONMEBOL al club. Por otra parte, con la municipalidad de Avellaneda y el dirigente político Sergio Massa, la ciudad propuso como candidatos a los estadios de Racing e Independiente como posibles sedes de la Copa Mundial de Fútbol de 2030. En noviembre se compra el pase del futbolista Maximiliano Romero. Lo cual enfurece a los hinchas de la Academia por el pésimo rendimiento del delantero durante el año.
El 3 de diciembre, Racing pierde contra Rosario Central los cuartos de final de la Copa de la Liga, y queda descalificado del último torneo vigente que tenía en el año. Los principales apuntados, nuevamente, fueron los miembros de la comisión directiva. Víctor Blanco había declarado minutos antes del partido que «siempre vamos a querer jugar la Libertadores pero no hay que bajarle el precio a jugar la Sudamericana». Días después, los técnicos interinos Grazzini y Videla no solo renunciarían al primer equipo, también lo harían del plantel de reserva. Por otra parte, el equipo femenino también quedaría sin entrenador tras acordar que no renovarían el contrato de Agustín Benchimol. El 11 de diciembre de 2023 el mánager Rubén Capria renunció a su cargo debido a los insultos que recibió por parte de los hinchas en las redes sociales.
El 18 de diciembre, se confirma la llegada de Gustavo Costas como nuevo director técnico de Racing. En una conferencia de prensa, Costas daría declaraciones tales como «Si no hubiera sido Racing, ni en pedo aceptaba lo económico», o «Acá no hay que competir, hay que ganar», entre otras. Los medios especializados tomaron estas palabras como un cambio de discurso del antiguo entrenador, Gago, y la comisión directiva —incluyendo a Víctor Blanco—.
El 27 de diciembre, el futbolista Gabriel Hauche anuncia que no renovaría con el club, a pesar de que Costas había declarado que lo iba a tener en cuenta. Según el representante del jugador «se dio cuenta que no era valorado».

#### Gestión 2024: nueva reorganización institucional y primer título internacional después de 36 años
Para la temporada 2024, el club se convierte en el que más refuerzos incorporó en Argentina. Estos fueron Facundo Cambeses, Germán Conti, Agustín García Basso, Marco Di Cesare, Bruno Zuculini, Santiago Sosa (préstamo), Adrián Martínez, Santiago Solari, Maximiliano Salas (préstamo) y Agustín Urzi (préstamo).
En enero, la banda de hard rock La Renga realiza una serie de recitales en el Cilindro de Avellaneda, convirtiéndose estos en los primeros durante la gestión Víctor Blanco. El 22 de enero, el vicepresidente segundo Miguel Jiménez renunció a su cargo, abandonando la comisión directiva. Sumado a ello, en el estadio de Racing se terminaron las refacciones lumínicas con luces led inteligentes.
El 12 de abril, Víctor Blanco junto al presidente de la AFA, Claudio Tapia, y el presidente de la CONMEBOL, Alejandro Domínguez, recorrieron el Cilindro de Avellaneda. Si bien el estadio quedó descartado para albergar la final de la Copa Libertadores 2024 (en Buenos Aires), Domínguez afirmó que es un recinto que «tiene todas las condiciones». El 16 de abril el club finalizó su participación en la Copa de la Liga Profesional, quedando eliminado en fase de grupos pese a haber peleado hasta el final por la clasificación. El 20 de abril se realiza el segundo recital en el Cilindro bajo su gestión. El cantante de hip hop Wos lanzó en su gira el disco Descartable.
El 2 de mayo, Racing queda eliminado en los dieciseisavos de final de la Copa Argentina ante Talleres Remedios, un club de la segunda división del fútbol argentino.
El 28 de mayo, Racing debió disputar un encuentro contra Sportivo Luqueño en el estadio Néstor Díaz Pérez de Lanús, luego de que se confirmara que el campo del Cilindro no estaba en condiciones para el partido de Copa Sudamericana. El club se movilizó en refaccionar el césped del estadio, incluyendo un pasto sintético en la zona de los bancos de suplentes. Éste se estrenó en un partido disputado el 7 de julio entre el local y Godoy Cruz, el cual terminó en victoria académica por 3 a 0.
Finalmente, luego de numerosas especulaciones sobre el cambio de localía, Racing pudo disputar los octavos de final de la Copa Sudamericana ante Huachipato en el Cilindro.
El 1 de junio, Racing disputó un partido contra Deportivo Riestra como local, el cual terminaría ganando 1 a 0 con gol de Santiago Solari. En aquel encuentro estuvo presente Marcos Acuña, futbolista campeón mundial con la selección argentina y con el club en 2014. El jugador posó con una camiseta albiceleste que le había sido donada por la institución. Sin embargo, luego del receso futbolístico nacional por la Copa América, Acuña tomó la decisión de firmar con el Club Atlético River Plate, algo que no caería muy bien desde la comisión directiva académica, dado que el futbolista también declaró que «los dirigentes se manejaron muy mal» y que recibió amenazas de mucha gente «sólo por lavarse las manos ellos».
Rápidamente, la dirigencia se movilizó para contratar un viejo jugador del Predio Tita Mattiussi (la cantera del club), Luciano Vietto. El jugador acordó su llegada en septiembre, y durante su presentación en las redes sociales, el club posteó que «el que quiere volver, vuelve». Esto fue interpretado por algunos medios especializados como una respuesta a los dichos de Acuña. Lo mismo ocurrió cuando RCA, patrocinador de Racing Club entre 2016 y 2019, volvió a estar en la camiseta del equipo a partir del 14 de septiembre (partido 2-1 contra Boca Juniors en Avellaneda).
El 22 de agosto, Diego Milito, uno de los grandes ídolos del club y exmiembro de la comisión directiva de Blanco durante la gestión 2017-2020, anunció que participaría en las elecciones de Racing Club, que se llevarían en diciembre. Esto hizo que Blanco mantuviera reuniones con el exjugador, intentando llegar a una unidad. Sin embargo, no tuvo éxito, ya que el 15 de octubre fueron presentadas las listas. Milito estuvo como candidato a presidente por Racing Sueña, y Víctor Blanco se presentó como primer vicepresidente de Christian Devia, secretario general del club, por la agrupación Racing Gana.
El 31 de octubre, Racing Club le ganó 2-1 al Corinthians de Brasil en las semifinales de la Copa Sudamericana, con un increíble recibimiento de la hinchada que impresionó en el ámbito internacional. Sin embargo, el Aprevide decidió sancionar al club por 30 días con la clausura de su estadio, por dejar entrar todo el material pirotécnico que se utilizó en la presentación. La institución apeló dicha sanción, llegando a un acuerdo de jugar con el 50% del aforo y la clausura de la Platea E y la Tribuna Popular Sur.
El 23 de noviembre, Racing Club ganó la Copa Sudamericana tras vencer 3-1 al Cruzeiro de Brasil en la final, disputada en el estadio General Pablo Rojas de Asunción. La dirigencia habilitó una pantalla gigante en el Cilindro para los hinchas que no pudieron viajar a Paraguay, logrando que la misma convocara a dos canchas en simultáneo (como pasó el 27 de noviembre de 2001, en la definición del Torneo Apertura).

### Final de su presidencia (2024)
El 15 de diciembre de 2024, el exdelantero y el exmánager de Racing, Diego Milito, se impuso ante Christian Devia y sucedió a Víctor Blanco. En esas votaciones concurrieron más de 17 mil socios, lo que significaría un nivel histórico de participación.
La lista “Racing Sueña”, que contó con el apoyo de agrupaciones como Racing Cambia, Más Racing, Movimiento 19 de Noviembre, Por y Para Racing, Todo por Racing, Agrupación La Acadé, Racing Vuelve y Racing de los Socios, obtuvo 10.267 votos (60,08%). En tanto que la lista “Racing gana y avanza” del oficialismo sacó 6.787 votos (39,71%). Además, se registraron 36 votos en blanco (0,21%).
Diego Milito, por su parte lleva en su lista a Hernán Lacunza como su vicepresidente primero y a Martín Ferré como vice segundo. El exarquero Sebastián Saja será el secretario técnico, mientras que la exintegrante de Las Leonas Delfina Merino tendrá un rol importante en el área deportiva.

## Cargo

### Racing Club
| Cargo               | Institución | País      | Año         |
| ------------------- | ----------- | --------- | ----------- |
| Vicepresidente 2. ° | Racing Club | Argentina | 2011 - 2013 |
| Presidente          | Racing Club | Argentina | 2013 - 2024 |

### Asociación del Fútbol Argentino
| Cargo                              | Institución | País      | Año         |
| ---------------------------------- | ----------- | --------- | ----------- |
| Presidente del Colegio de Árbitros | AFA         | Argentina | 2014 - 2016 |
| Secretario General                 | AFA         | Argentina | 2017 - 2024 |

### Liga Profesional de Fútbol
| Cargo             | Órgano | País      | Año             |
| ----------------- | ------ | --------- | --------------- |
| Consejo Directivo | LPF    | Argentina | 2020 - presente |

## Directores técnicos contratados
| N.º | Director técnico                       | País      | Año           |
| --- | -------------------------------------- | --------- | ------------- |
| 1   | Reinaldo Merlo                         | Argentina | 2013          |
| 2   | Fabio Radaelli*                        | Argentina | 2013          |
| 3   | Diego Cocca                            | Argentina | 2014 - 2015   |
| 4   | Facundo Sava                           | Argentina | 2016          |
| 5   | Claudio Úbeda*                         | Argentina | 2016 - 2017   |
| 6   | Ricardo Zielinski                      | Argentina | 2017          |
| 7   | Diego Cocca                            | Argentina | 2017          |
| 8   | Juan Ramón Fleita*                     | Argentina | 2017          |
| 9   | Eduardo Coudet                         | Argentina | 2017 - 2019   |
| 10  | Sebastián Becaccece                    | Argentina | 2020 - 2021   |
| 11  | Juan Antonio Pizzi                     | Argentina | 2021          |
| 12  | Claudio Úbeda* y Carlos Arano*         | Argentina | 2021          |
| 13  | Fernando Gago                          | Argentina | 2021-2023     |
| 14  | Sebastián Grazzini* y Ezequiel Videla* | Argentina | 2023          |
| 15  | Gustavo Costas                         | Argentina | 2024-presente |

- Nota: Los técnicos en negrita fueron contratados para dirigir interinamente al menos 1 partido al equipo de Avellaneda.

## Directores deportivos contratados
| N.º | Mánager      | País      | Período     |
| --- | ------------ | --------- | ----------- |
| 1   | Diego Milito | Argentina | 2017 - 2020 |
| 2   | Rubén Capria | Argentina | 2021 - 2023 |

## Torneos y copas nacionales e internacionales disputadas en su gestión

### Campeonatos nacionales
| Título                   | Sede      | Resultado     |
| ------------------------ | --------- | ------------- |
| Torneo Inicial 2013      | Argentina | 19.ª posición |
| Torneo Final 2014        | Argentina | 18.ª posición |
| Primera División 2014    | Argentina | Campeón       |
| Primera División 2015    | Argentina | 4.ª posición  |
| Primera División 2016    | Argentina | 6.ª posición  |
| Primera División 2016-17 | Argentina | 4.ª posición  |
| Superliga 2017-18        | Argentina | 7.ª posición  |
| Superliga 2018-19        | Argentina | Campeón       |
| Superliga 2019-20        | Argentina | 4.ª posición  |
| Liga Profesional 2021    | Argentina | 15.ª posición |
| Liga Profesional 2022    | Argentina | Subcampeón    |
| Liga Profesional 2023    | Argentina | 12.ª posición |
| Liga Profesional 2024    | Argentina | 3.ª posición  |

#### Copas nacionales
| Título                           | Sede      | Resultado                           |
| -------------------------------- | --------- | ----------------------------------- |
| Copa Argentina 2013-14           | Argentina | Octavos de final                    |
| Copa Argentina 2014-15           | Argentina | Semifinal                           |
| Copa Argentina 2015-16           | Argentina | Octavos de final                    |
| Copa Bicentenario 2016           | Argentina | Subcampeón                          |
| Copa Argentina 2016-17           | Argentina | Dieciseisavos de final              |
| Copa Argentina 2017-18           | Argentina | Treintaidosavos de final            |
| Copa de la Superliga 2019        | Argentina | Cuartos de final                    |
| Copa Argentina 2018-19           | Argentina | Treintaidosavos de final            |
| Trofeo de Campeones 2019         | Argentina | Campeón                             |
| Supercopa Argentina 2019         | Argentina | Subcampeón                          |
| Copa de la Superliga 2020        | Argentina | Suspendida                          |
| Copa de la Liga Profesional 2020 | Argentina | 3° (Fase Complementación - Grupo B) |
| Copa Argentina 2019-20           | Argentina | Octavos de final                    |
| Copa de la Liga Profesional 2021 | Argentina | Subcampeón                          |
| Copa de la Liga Profesional 2022 | Argentina | Semifinal                           |
| Copa Argentina 2022              | Argentina | Dieciseisavos de final              |
| Trofeo de Campeones 2022         | Argentina | Campeón                             |
| Supercopa Internacional 2022     | Abu Dabi  | Campeón                             |
| Copa de la Liga Profesional 2023 | Argentina | Cuartos de final                    |
| Copa Argentina 2023              | Argentina | Octavos de final                    |
| Copa de la Liga Profesional 2024 | Argentina | 5° (Fase de zonas - Zona B)         |
| Copa Argentina 2024              | Argentina | Dieciseisavos de final              |

### Torneos internacionales
| Título                 | Sede     | Resultado        |
| ---------------------- | -------- | ---------------- |
| Copa Libertadores 2015 | CONMEBOL | Cuartos de final |
| Copa Libertadores 2016 | CONMEBOL | Octavos de final |
| Copa Sudamericana 2017 | CONMEBOL | Cuartos de final |
| Copa Libertadores 2018 | CONMEBOL | Octavos de final |
| Copa Sudamericana 2019 | CONMEBOL | Primera fase     |
| Copa Libertadores 2020 | CONMEBOL | Cuartos de final |
| Copa Libertadores 2021 | CONMEBOL | Octavos de final |
| Copa Sudamericana 2022 | CONMEBOL | Primera Fase     |
| Copa Libertadores 2023 | CONMEBOL | Cuartos de final |
| Copa Sudamericana 2024 | CONMEBOL | Campeón          |

## Palmarés
| N.º | Título                  | Club        | País      | Año     | Director técnico |
| --- | ----------------------- | ----------- | --------- | ------- | ---------------- |
| 1   | Primera División        | Racing Club | Argentina | 2014    | Diego Cocca      |
| 2   | Primera División        | Racing Club | Argentina | 2018-19 | Eduardo Coudet   |
| 3   | Trofeo de Campeones     | Racing Club | Argentina | 2019    | Eduardo Coudet   |
| 4   | Trofeo de Campeones     | Racing Club | Argentina | 2022    | Fernando Gago    |
| 5   | Supercopa Internacional | Racing Club | Argentina | 2022    | Fernando Gago    |
| 6   | Copa Sudamericana       | Racing Club | Paraguay  | 2024    | Gustavo Costas   |

#### Otros logros
- Subcampeón de la Copa Bicentenario (Racing Club)
- Subcampeón de la Supercopa Argentina 2019 (Racing Club)
- Subcampeón de la Copa de la Liga Profesional 2021 (Racing Club)
- Subcampeón de la Liga Profesional 2022 (Racing Club)